# Вольфганг (герцог Брауншвейг-Грубенгагена)
Вольфганг Брауншвейг-Грубенгагенский (6 апреля 1531, Херцберг — 14 мая 1595, Херцберг) — герцог Брауншвейг-Люнебурга, князь Грубенгагена с 1567 года до своей смерти.

## Биография
Вольфганг был пятым сыном герцога Филиппа I Брауншвейг-Грубенгагенского и его второй жены, Екатерины Мансфельдской. В 1567 году наследовал своему брату Эрнсту как правящий герцога крохотного княжества Грубенгаген. Как и у большинства его предшественников, у него были финансовые трудности, поэтому ему часто приходилось продавать или закладывать бо́льшую часть своего имущества, и он вынужден был взимать высокие налоги.
В 1581 году он дал жителям Херцберга право добывать самим топливо и древесину, а также листья для удобрения своих полей. Он попытался улучшить уровень образования в своей стране, основав придворную школу в Херцберге. В 1593 году он распустил графство Лаутерберг-Шарцфельд как феодала, чтобы противостоять требованиям графов Штольберга. В том же году он утвердил правила добычи полезных ископаемых в Гарце 1554 года и дал гражданам Херцберга право варить пиво и лицензировал торговлю вином.
Он создал сад удовольствий у замка Херцберга для своей жены Доротеи (1543—1586), дочери Франца I, герцога Саксен-Лауэнбургского.
Вольфганг умер 14 мая 1595 года в Херцберге и был похоронен рядом со своими родителями, братьями и женой в склепе церкви Святого Джайлса в Остероде-ам-Харце.
У него не было детей. Его младший брат Филипп II унаследовал княжество. После смерти Филиппа II линия князей Грубенгагена дома Вельфов пресеклась.